# 下位中産階級
下位中産階級（かいちゅうさんかいきゅう）は、中産階級の一部であり、世界の開発途上国では最も社会的経済クラスで構成人数の多い層である。一般的に、この区分は上位中産階級には達していない中産階級の家庭や個人を指す。

## アメリカ
先進国において最多の人口を持つアメリカ合衆国の社会では、中産階級は2または3のグループに区分される。
2つのグループに分けた場合、下位中産階級は時には単に「中産階級」と呼ばれる。そのグループ全世帯のほぼ3分の1に相当し、それは上位中産階級の約2倍にあたる。彼らは一般的には学士またはそれ以下の学位しか必要としない準専門家的な職業であり、学校教師、会計士、中小企業のオーナーや熟練職人などである。アメリカの下位中産階級は既に最大の社会階級であり、競争により多様化し成長し続けている。
しかし、この分類は社会学的モデルでは一般的ではない。社会学の分野では、中産階級は3つのグループに区分される。このシステムでは、下位中産階級は人口と関連し、多くのモデルで労働者階級と位置づけられる。
だが、社会学者en:Leonard Beeghleyなどのいくつかのモデルでは、中産階級を1つのまとまった人口として扱うことを提案している。このモデルでは、世帯の45%を1つのグループとして扱い、その他のグループを単に中産階級・品行階級として区分している。